# Keskenycsőrű todi
A keskenycsőrű todi (Todus angustirostris) a madarak (Aves) osztályának szalakótaalakúak (Coraciiformes) rendjébe és a todifélék (Todidae) családjába tartozó faj.

## Rendszerezése
A fajt Frédéric de Lafresnaye francia ornitológus írta le 1851-ben.

## Előfordulása
Hispaniola szigetén, a Dominikai Köztársaság és Haiti területén honos. Természetes élőhelyei a szubtrópusi és trópusi síkvidéki és hegyi esőerdők, valamint ültetvények. Állandó, nem vonuló faj.

## Megjelenése
Testhossza 11 centiméter.

## Életmódja
Rovarokkal táplálkozik.

## Természetvédelmi helyzete
Az elterjedési területe elég nagy, egyedszáma viszont csökken, de még nem éri el a kritikus szintet. A Természetvédelmi Világszövetség Vörös listáján nem fenyegetett fajként szerepel.